# Nero Wolfe apre la porta al delitto
Nero Wolfe apre la porta al delitto (titolo originale A Family Affair) è il trentatreesimo, e ultimo romanzo giallo di Rex Stout con Nero Wolfe protagonista.

## Trama
Pierre Ducos, cameriere al ristorante Rusterman, teme di essere assassinato e si reca in piena notte a chiedere aiuto a Nero Wolfe, che però sta già dormendo. Archie Goodwin cerca di fargli dire il nome di chi attenta alla sua vita, ma Ducos vuole parlare soltanto con Wolfe. Goodwin lo convince allora a restare per la notte e Ducos, mentre si prepara per dormire, viene ucciso da un ordigno esplosivo che, senza saperlo, aveva in tasca. Indispettito e offeso per il fatto che qualcuno abbia osato commettere un crimine in casa sua, Nero Wolfe si lancia in una indagine complessa che avrà un esito sorprendente e che lo porterà addirittura in carcere.

## Personaggi principali
- Nero Wolfe: investigatore privato
- Archie Goodwin: suo assistente
- Fritz Brenner: cuoco e maggiordomo
- Saul Panzer, Fred Durkin e Orrie Cather: investigatori privati
- Lily Rowan: amica di Archie
- Felix Mauer: gestore del ristorante Rusterman
- Pierre Ducos: cameriere del ristorante Rusterman
- Lucile Ducos: figlia di Pierre
- Harvey H. Bassett: industriale
- Dora Bassett: moglie di Harvey
- Albert O. Judd, Francis Ackerman, Roman Vilar, Ernest Urquhart, Willard K. Hahn, Benjamin Igoe: ospiti di Bassett a una cena al Rusterman
- Cramer: ispettore della Squadra Omicidi
- Purley Stebbins: sergente della Squadra Omicidi

## Edizioni
- Rex Stout, Nero Wolfe apre la porta al delitto, traduzione di Laura Grimaldi, collana Il Giallo Mondadori n. 1454, Arnoldo Mondadori Editore, 1976,  p. 140.